# Befristeter Zuschlag nach Bezug von Arbeitslosengeld
Der befristete Zuschlag nach Bezug von Arbeitslosengeld, umgangssprachlich abwertend auch als Armutsgewöhnungszuschlag bezeichnet, war ein befristeter Zuschlag  zum Arbeitslosengeld II nach § 24 SGB II a. F., der erwerbsfähigen Hilfebedürftigen gezahlt wurde, die zuvor Arbeitslosengeld bezogen hatten.
Der Zuschlag wurde im Zuge der Hartz IV-Reformen (Zusammenlegung von Arbeitslosenhilfe und Sozialhilfe) zum 1. Juli 2004 eingeführt und sollte den Einkommensverlust beim Übergang vom Arbeitslosengeld zum Arbeitslosengeld II abfedern, wie dies zuvor die Arbeitslosenhilfe tat. Gemäß der Gesetzesbegründung sollte dem Umstand Rechnung getragen werden, dass ehemalige Arbeitslosengeldempfänger durch häufig langjährige Erwerbstätigkeit – im Unterschied zu solchen Empfängern der neuen Leistung, die nur jeweils kurzfristig bzw. noch nie erwerbstätig waren – vor dem Bezug der neuen Leistung einen Anspruch in der Arbeitslosenversicherung erworben haben.
Innerhalb von zwei Jahren nach dem Ende des Bezugs von Arbeitslosengeld erhielten erwerbsfähige Hilfebedürftige einen Zuschlag zum Arbeitslosengeld II, der sich errechnete aus:
- dem vom Hilfebedürftigen bezogenen Arbeitslosengeld zzgl. ggf. dem Wohngeld, und
- den an die Bedarfsgemeinschaft ausgezahlten Leistungen nach dem SGB II.

Von dem Unterschied zwischen diesen beiden Beträgen wurden zwei Drittel als Zuschlag gewährt. Im ersten Jahr galt eine Höchstgrenze von 160 € für eine alleinstehende Person und 320 € für zwei Personen in einer Partnerschaft sowie zusätzlich 60 € für jedes minderjährige Kind in der Bedarfsgemeinschaft. Nach dem ersten Jahr wurde der Zuschlag um die Hälfte verringert, gleichzeitig fiel jedoch die Höchstgrenze weg.
Im Jahr 2006 gab es geringfügige Änderungen, so gab es nunmehr auch für volljährige Kinder eine Erhöhung der Höchstgrenze um 60 € pro Kind. Gleichzeitig beschränkte sich der Anspruch auf den befristeten Zuschlag auf den erstmaligen Bezug von Arbeitslosengeld II nach dem Ende des Bezugs von Arbeitslosengeld, und es gab auch für das zweite Jahr eine Höchstgrenze, die exakt die Hälfte der Höchstgrenze für das erste Jahr betrug.
Bezieher des befristeten Zuschlags waren explizit von der Befreiung von der Rundfunkgebühr ausgeschlossen (§ 4 Abs. 1 Satz 3 15. Rundfunkänderungsstaatsvertrag).
Am 1. Januar 2011 wurde der befristete Zuschlag mit dem Haushaltsbegleitgesetz 2011 ersatzlos gestrichen.

## Nachweise
1. ↑  BT-Drs. 15/1516, Seite 58
2. ↑  Artikel 15 Nr. 4 Haushaltsbegleitgesetz 2011 vom 9. Dezember 2010, BGBl. 2010 I S. 1885